# Rajd Polski 1990
Rajd Polski 1990 (47. Rajd Polski) – 47. edycja rajdu samochodowego Rajd Polski rozgrywanego w Polsce. Rozgrywany był od 6 do 7 lipca 1990 roku. Bazą rajdu był Wrocław. Rajd był dwudziestą siódma rundą Rajdowych Mistrzostw Europy w roku 1990 o najwyższym współczynniku – 20.

## Zwycięzcy odcinków specjalnych[4]
| Numer odcinka | Zwycięzca odcinka | Nr Sam. | Samochód                   | Czas  | Śr. pr. |
| ------------- | ----------------- | ------- | -------------------------- | ----- | ------- |
| OS1           | Robert Droogmans  | 1       | Lancia Delta Integrale 16V | 2:25  | 99.31   |
| OS2           | Marc Duez         | 7       | Ford Sierra RS Cosworth    | 6:11  | 126.24  |
| OS3           | Marc Duez         | 7       | Ford Sierra RS Cosworth    | 10:58 | 109.75  |
| OS4           | Robert Droogmans  | 1       | Lancia Delta Integrale 16V | 7:48  | 104.62  |
| OS5           | Robert Droogmans  | 1       | Lancia Delta Integrale 16V | 13:30 | 91.64   |
| OS6           | Robert Droogmans  | 1       | Lancia Delta Integrale 16V | 12:35 | 107.71  |
| OS7           | Robert Droogmans  | 1       | Lancia Delta Integrale 16V | 4:49  | 108.75  |
| OS8           | John Bosch        | 3       | BMW M3                     | 7:42  | 116.03  |
| OS9           | Robert Droogmans  | 1       | Lancia Delta Integrale 16V | 12:26 | 94.97   |
| OS10          | Robert Droogmans  | 1       | Lancia Delta Integrale 16V | 11:03 | 108.92  |
| OS11          | Robert Droogmans  | 1       | Lancia Delta Integrale 16V | 7:43  | 105.75  |
| OS12          | Robert Droogmans  | 1       | Lancia Delta Integrale 16V | 13:12 | 93.73   |
| OS13          | Robert Droogmans  | 1       | Lancia Delta Integrale 16V | 12:13 | 110.95  |
| OS14          | Marc Duez         | 7       | Ford Sierra RS Cosworth    | 4:48  | 109.12  |
| OS15          | Marc Duez         | 7       | Ford Sierra RS Cosworth    | 7:51  | 113.81  |
| OS16          | Bruno Thiry       | 15      | Opel Kadett GSI            | 13:41 | 86.29   |
| OS17          | Marc Duez         | 7       | Ford Sierra RS Cosworth    | 10:02 | 118.64  |
| OS18          | Marc Duez         | 7       | Ford Sierra RS Cosworth    | 10:22 | 116.10  |
| OS19          | Marc Duez         | 7       | Ford Sierra RS Cosworth    | 7:16  | 112.29  |
| OS20          | Robert Droogmans  | 1       | Lancia Delta Integrale 16V | 12:44 | 97.16   |
| OS21          | Robert Droogmans  | 1       | Lancia Delta Integrale 16V | 11:35 | 117.01  |
| OS22          | Robert Droogmans  | 1       | Lancia Delta Integrale 16V | 4:37  | 113.46  |
| OS23          | Robert Droogmans  | 1       | Lancia Delta Integrale 16V | 7:32  | 118.59  |
| OS24          | Robert Droogmans  | 1       | Lancia Delta Integrale 16V | 12:11 | 96.92   |

## Wyniki końcowe rajdu[5][6]
| Miejsce | Kierowca         | Pilot              | Samochód                   | Czas    | Strata |
| ------- | ---------------- | ------------------ | -------------------------- | ------- | ------ |
| 1       | Robert Droogmans | Ronny Joosten      | Lancia Delta Integrale 16V | 3:46:15 | –      |
| 2       | Marc Duez        | Yves Bozet         | Ford Sierra RS Cosworth    | 3:48:02 | +1:47  |
| 3       | John Bosch       | Kevin Gormley      | BMW M3                     | 3:49:49 | +3:34  |
| 4       | Bruno Thiry      | Dany Delvaux       | Opel Kadett GSI 16V        | 3:53:38 | +7:23  |
| 5       | Mikael Sundström | Juha Repo          | Mazda 323 4WD              | 3:54:35 | +8:20  |
| 6       | Marc Soulet      | Philippe Willem    | Ford Sierra RS Cosworth    | 4:00:16 | +14:01 |
| 7       | Marian Bublewicz | Ryszard Żyszkowski | Mazda 323 4WD              | 4:04:18 | +18:03 |
| 8       | Andrzej Koper    | Maciej Wisławski   | Volkswagen Golf GTi 16V    | 4:04:47 | +18:32 |
| 9       | Patrick Jamar    | Luc Manset         | Opel Corsa GSi             | 4:07:06 | +20:51 |
| 10      | Bernard Munster  | Davie Meert        | Opel Corsa GSi             | 4:10:28 | +24:13 |